# Màrius Jordana Llevat
Màrius Jordana Llevat (Reus, 20-X-1920 - 4-VII-2010) va ser un dibuixant català.
Era fill del polític radical Pere Jordana Borràs, i germà del pintor Pere Jordana. Per oposició va entrar de funcionari a l'ajuntament de Reus. Era un extraordinari dibuixant i va ser conegut per les caricatures i apunts del natural que realitzava a la ciutat. Durant molts anys va col·laborar al Setmanari Reus, on, a cada número, hi havia un dibuix seu humorístic, quasi sempre de temàtica local i amb fina ironia. Col·laborà també a la Revista del Centre de Lectura, i donava classes de dibuix al Centre de Lectura i a l'Escola del Treball. Aficionat a la fotografia i al cinema amateur va aconseguir premis en concursos locals i provincials.